# 奇尼贾诺
奇尼贾诺（義大利語：Cinigiano），是意大利格罗塞托省的一个市镇。总面积161.66平方公里，人口2767人，人口密度17.1人/平方公里（2009年）。ISTAT代码为053007。